# Consentidos (telenovela)
Consentidos es una telenovela musical argentina producida por Ideas del Sur y Televisa, destinada al público infantil-juvenil. Fue estrenada originalmente el 9 de noviembre de 2009 en Canal 13, y finalizó el 8 de julio de 2010, con un total de 147 capítulos. Después de su debut en Argentina, fue estrenada en otros países como sucesora del fenómeno internacional de Patito Feo, obteniendo un gran éxito en audiencias en España y América Latina (Disney Channel), Italia (Boing) e Israel (Kids TV).
Tuvo como protagonistas a Natalie Pérez, Michel Noher, Claribel Medina y Marcelo de Bellis. Con las participaciones antagónicas de Mariana Prommel y Macarena Paz.

## Sinopsis
Atormentada por sus recuerdos y en busca de su hermana, Luna Guzmán (Natalie Pérez) entra a trabajar a un colegio internado, donde estudian niños consentidos y malcriados que por nombre lleva el Mastery School donde descubre que su hermana perdida es Miranda (Paloma Ker) la hija de Victoria (Claribel Medina), la directora. Miranda es una niña consentida, caprichosa y egoísta. El primer día que entra a trabajar Luna es el día de su cumpleaños y la trata muy mal pensado que Luna solo es una encajosa. Alejo (Michel Noher) el hijo perdido de la directora también entra ahí como maestro de gimnasia, la historia lleva a través de Luna, Miranda, Alejo, Ivo (Andrés Gil), Valentina (Micaela Riera), Clara (Juana Barros) y Geronimo (Nazareno Antón) y la entrada de nuevos estudiantes al Mastery School–como Luz (Thelma Fardin) y Martin (Thiago Batistuta) –, y la verdad de quienes son. La historia acaba con una doble boda y la verdad de cada uno en su consentimiento.

## Elenco

### Protagonistas
- Claribel Medina como Victoria Mujica de Guzmán
- Marcelo de Bellis como Guillermo Guzmán
- Natalie Pérez como Luna Guzmán García Mujica/ Luna Moreno
- Michel Noher como Alejo Briceño/ Diego García Mujica

### Principales
- Macarena Paz como Renata/ Lucila
- Mauricio Dayub como Patricio
- Mariana Prommel como Rita
- Mario Guerci como Hernán "Nano"
- Fabio Di Tomaso como Felipe de la Fuente
- Pepe Monje como Diego Miraflores
- Rodolfo Samso como El Sabio/ Rolando Marconi
- Daniel Di Biase como Juan Moreno
- Julio Viera como Pedro Alonso.
- Tomás de las Heras como Máximo "Max"
- Micaela Riera como Valentina
- Andrés Gil como Ivo
- Valentino Giovanetti como Ulises
- Christian Puebla como Paul
- Eva De Dominici como Gala "Gal"
- Paloma Ker como Miranda García Mujica/ Ana Moreno
- Manuel Ramos como Tomás “Toto”
- Iván Paz como Juan Segundo "Juanse"
- Agustina Palma como Julieta
- Agustina García Tedesco como Serena
- Luciano Papasidero como Martín "Dino"
- Lucas Verstraeten como Tomás "Tom" González Crespo
- Delfina Capalbo como Federica
- Lola Morán como Emma Gómez Rañero
- Ramiro López Silveyra como Rafael "Rafa"
- Antonella Sabatini como Celeste Regueiro
- Nazareno Antón como Gerónimo "Gero"
- Franco Gil Franchina como Nicolás
- Chiara Francia como Lila
- Tomás Ross como Benjamín "Benja"
- Luciano Martínez Motta como Bautista
- Lourdes Mansilla como Carolina "Candy"
- Maya Schojet como Pilar
- Juana Barros como Clara
- Tupac Larriera como Tupac
- Marcio Mansilla como Augusto
- Brian Sichel como Rodrigo
- Julieta Poggio como Olivia / Luna Guzmán (chica)
- Thelma Fardín como Luz
- Thiago Batistuta como Martín
- Jaime Domínguez como Lisandro
- Ian Guinzburg

## Temporadas
| Temporada | Temporada | Episodios | Estreno original (Canal 13) | Estreno original (Canal 13) | Estreno Hispanoamérica (Disney Channel) | Estreno Hispanoamérica (Disney Channel) | Estreno España (Disney Channel) | Estreno España (Disney Channel) |
| Temporada | Temporada | Episodios | Estreno                     | Final                       | Estreno                                 | Final                                   | Estreno                         | Final                           |
| --------- | --------- | --------- | --------------------------- | --------------------------- | --------------------------------------- | --------------------------------------- | ------------------------------- | ------------------------------- |
|           | 1         | 147       | 9 de noviembre de 2009      | 8 de julio de 2010          | 22 de septiembre de 2010                | 2011                                    | 11 de abril de 2011             | 5 de enero de 2012              |

## Banda sonora
Algo bueno va a pasar es el primer álbum de la tira juvenil "Consentidos". Fue producido por Ideas del Sur (Carlos Nilson y Mario Schajris), con la dirección general de Carlos Nilson y grabado en The Box Studio.
El disco de Consentidos incluye 10 temas musicales, de los que ya se grabaron ocho clips: "Crazy Love", "Quiero abrir tu corazón", "Todas las chicas", "Aquí estoy, aquí estas", "Un amor de locos", "Baila conmigo", "Vamos ya" y "Ninguna de las dos". En el álbum participa casi todo el elenco de la serie, el cual recordemos que está compuesto por Claribel Medina, Marcelo de Bellis, Natalie Pérez, Michel Noher, Mario Guerci y Macarena Paz, junto a un grupo de 24 niños de entre 10 y 17 años.

### Lista de canciones
| #   | Título                  | Intérpretes                                                                                   |
| --- | ----------------------- | --------------------------------------------------------------------------------------------- |
| 1.  | Vamos ya!               | Todos                                                                                         |
| 2.  | Un amor de locos        | Juana Barros, Lourdes Mansilla, entre otras                                                   |
| 3.  | Crazy love              | Natalie Pérez                                                                                 |
| 4.  | Baila conmigo amigo     | Todos los chiquitos                                                                           |
| 5.  | Quiero abrir tu corazón | Andrés Gil                                                                                    |
| 6.  | Una canción en la radio | Paloma González                                                                               |
| 7.  | Todas las chicas        | Natalie Pérez, Micaela Riera, Antonella Sabatini, Lola Moran, Macarena Paz y Delfina Capalbo. |
| 8.  | Aquí estoy, aquí estás  | Natalie Pérez                                                                                 |
| 9.  | Ninguna de las dos      | Natalie Pérez, Macarena Paz, Micaela Riera y Lola Moran.                                      |
| 10. | Me gusta mucho          | Natalie Pérez                                                                                 |